# Francisca van Dunem

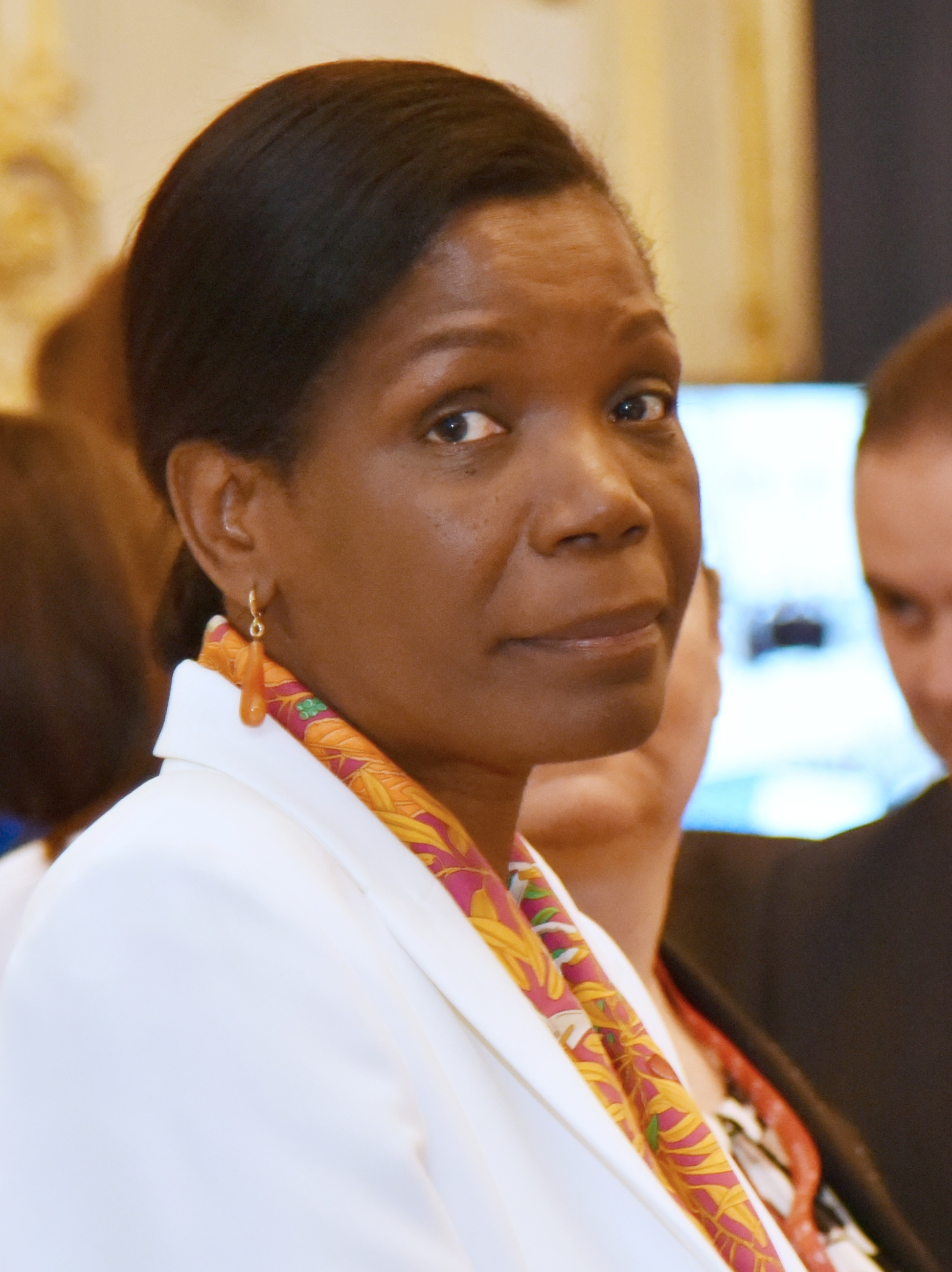

Francisca Eugénia da Silva Dias Van Dunem (Luanda, Portugees Angola, 5 november 1955) is een Portugees juriste en politica. Ze is een voormalig Minister van Justitie in de 22e regering van Portugal, van 26 oktober 2019 tot 30 maart 2022. In de 21e regering van Portugal functioneerde van Dunem ook als Minister van Justitie. Daarvoor was zij directeur van het Openbaar Ministerie van Lissabon. Op 4 december 2021 werd van Dunem benoemd tot minister van Binnenlandse Zaken van Portugal, na het aftreden van Eduardo Cabrita.

## Opleiding en carrière
Francisca van Dunem haalde haar graad in de rechten aan de rechtenfaculteit van de Universiteit van Lissabon in 1977. Ze werkte in verschillende functies op het Openbaar Ministerie van Portugal.

## Persoonlijk
Francisca Eugénia da Silva Dias Van Dunem is afstammeling van twee van de meest invloedrijke families in Angola, in elke Angolese regering vertegenwoordigd: de familie Vieira Dias van moederszijde, en de familie van Dunem van vaderskant. 
Haar familienaam van Dunem is afkomstig van een Nederlander die vierhonderd jaar geleden in Angola voor de Portugese koning werkte. Deze van Dunem trouwde met een Angolese en vormde het begin van een talrijke en invloedrijke familie in Angola.
Francisca van Dunem werd geboren in Luanda in 1955, de toenmalige hoofdstad van Portugees Angola. Tijdens de Anjerrevolutie in Portugal in april 1974 was ze tweedejaars studente rechten aan de Universiteit van Lissabon, Portugal.
Nadat Angola onafhankelijk was geworden in 1975 keerde ze terug naar haar geboorteland. Minder dan twee jaar later vertrok ze naar Portugal, vóór de mislukte couppoging van 27 mei 1977 in Angola. Deze coup werd geleid door Nito Alves. In de zuivering die na de couppoging volgde werden duizenden fraccionistas vermoord, waaronder haar broer José van Dunem en haar schoonzuster Sita Valles.
Van Dunem maakte carrière in Portugal. Op het Openbaar Ministerie in Lissabon staat ze bekend als "Dra. Francisca". Ze is getrouwd met Eduardo Paz Ferreira, professor in de rechten, en heeft een zoon. Francisca van Dunem voedde haar neef op, een zoon van haar in 1977 vermoorde broer José van Dunem.
Van Dunem heeft een dubbele nationaliteit, de Portugese en de Angolese.